# Люка Шанава
Люка Шанава (17 грудня 1994 , Ле-Гран-Борнан ) - французький лижник, призер і переможець етапів Кубка світу, чемпіон світу серед юніорів 2016 року в спринті.

## Життєпис
У Кубку світу Люка Шанава дебютував 13 грудня 2015 року у швейцарському Давосі, у спринті. У перших перегонах француз посів високе, як для першого старту, 16-те місце і закріпився в основній команді Франції. Під час свого дебютного сезону в Кубку світу Шанава взяв участь у Чемпіонаті світу серед юніорів-2016 у румунському Ришнові, де переміг у спринтерських перегонах вільним стилем.
Першого помітного успіху в Кубку світу спортсмен досягнув у командному спринті на репетиції олімпійської траси у південнокорейському Пхенчхані в лютому 2017 року. Разом з товаришем по збірній Франції Батістом Гро вони посіли 2-ге місце. Взяв участь у Чемпіонаті світу з лижних видів спорту 2017 року в Лахті (Фінляндія) де в особистому спринті посів 14-те місце, а в командному – 11-те.
30 грудня 2017 року у швейцарському Ленцергайде, на етапі багатоденних перегонів Тур де Скі Люка Шанава вперше виборов призове місце – третє у спринті вільним стилем. Поступово кількість призових місць збільшилася і цей успіх дозволив Шанава потрапити до складу збірної Франції на Олімпійські ігри 2018 у Пхьончхані.
Шанава фахівець у спринтерських перегонах вільним стилем.

## Результати за кар'єру
Усі результати наведено за даними Міжнародної федерації лижного спорту.

### Олімпійські ігри
| Рік  | Вік | 15 км індивідуальні пер. | 30 км скіатлон | 50 км мас-старт | Спринт | 4 × 10 км естафета | Командна першість спринт |
| ---- | --- | ------------------------ | -------------- | --------------- | ------ | ------------------ | ------------------------ |
| 2018 | 23  | —                        | —              | —               | 34     | —                  | —                        |

### Чемпіонати світу
| Рік  | Вік | 15 км індивідуальні пер. | 30 км скіатлон | 50 км мас-старт | Спринт | 4 × 10 км естафета | Командна першість спринт |
| ---- | --- | ------------------------ | -------------- | --------------- | ------ | ------------------ | ------------------------ |
| 2017 | 22  | —                        | —              | —               | 14     | —                  | 11                       |
| 2019 | 24  | —                        | —              | —               | 6      | —                  | 5                        |
| 2021 | 26  | —                        | —              | —               | 22     | —                  | 4                        |

### Кубки світу

#### Підсумкові місця в Кубку світу за роками
| Сезон | Вік | Місце в дисципліні | Місце в дисципліні | Місце в дисципліні | Місце в дисципліні | Місце в Скі Тур | Місце в Скі Тур | Місце в Скі Тур | Місце в Скі Тур   | Місце в Скі Тур |
| Сезон | Вік | Загалом            | Дистанція          | Спринт             | Ю-23               | Nordic Opening  | Тур де Скі      | Скі Тур 2020    | Фінал Кубка світу | Скі Тур Канада  |
| ----- | --- | ------------------ | ------------------ | ------------------ | ------------------ | --------------- | --------------- | --------------- | ----------------- | --------------- |
| 2016  | 21  | 92                 | —                  | 52                 | 10                 | —               | —               | Н/Д             | Н/Д               | —               |
| 2017  | 22  | 27                 | НК                 | 8                  | 3                  | —               | НФ              | Н/Д             | 51                | Н/Д             |
| 2018  | 23  | 24                 | НК                 | 3                  | Н/Д                | НФ              | НФ              | Н/Д             | НФ                | Н/Д             |
| 2019  | 24  | 22                 | НК                 | 6                  | Н/Д                | НФ              | НФ              | Н/Д             | НФ                | Н/Д             |
| 2020  | 25  | 22                 | НК                 | 5                  | Н/Д                | НФ              | НФ              | НФ              | Н/Д               | Н/Д             |
| 2021  | 26  | 28                 | НК                 | 5                  | Н/Д                | НФ              | НФ              | Н/Д             | Н/Д               | Н/Д             |

#### П'єдестали в особистих дисциплінах
- 2 перемоги – (2 КС)
- 11 п'єдесталів – (7 КС, 4 ЕКС)

| №  | Сезон   | Дата            | Місце пров.             | Перегони        | Рівень           | Місце |
| -- | ------- | --------------- | ----------------------- | --------------- | ---------------- | ----- |
| 1  | 2017–18 | 30 грудня 2017  | Ленцергайде (Швейцарія) | 1,5 км спринт В | Етап Кубка світу | 3-тє  |
| 2  | 2017–18 | 13 січня 2018   | Дрезден (Німеччина)     | 1,2 км спринт В | Кубок світу      | 3-тє  |
| 3  | 2017–18 | 27 січня 2018   | Зеефельд (Австрія)      | 1,4 км спринт В | Кубок світу      | 2-ге  |
| 4  | 2017–18 | 16 березня 2018 | Falun (Швеція)          | 1,4 км спринт В | Етап Кубка світу | 3-тє  |
| 5  | 2018–19 | 29 грудня 2018  | Добб'яко (Італія)       | 1,3 км спринт В | Етап Кубка світу | 3-тє  |
| 6  | 2018–19 | 16 лютого 2019  | Коньє (Італія)          | 1,6 км спринт В | Кубок світу      | 3-тє  |
| 7  | 2019–20 | 14 грудня 2019  | Давос (Швейцарія)       | 1,5 км спринт В | Кубок світу      | 2-ге  |
| 8  | 2019–20 | 21 грудня 2019  | Планиця (Словенія)      | 1,2 км спринт В | Кубок світу      | 1-ше  |
| 9  | 2019–20 | 11 січня 2020   | Дрезден (Німеччина)     | 1,3 км спринт В | Кубок світу      | 1-ше  |
| 10 | 2021–22 | 18 грудня 2021  | Дрезден (Німеччина)     | 1,3 км спринт В | Кубок світу      | 3-тє  |
| 11 | 2021–22 | 28 грудня 2021  | Ленцергайде (Швейцарія) | 1,5 км спринт В | Етап Кубка світу | 3-тє  |

#### П'єдестали в командних дисциплінах
- 1 перемога – (1 КС)
- 3 п'єдестали – (3 КС)

| № | Сезон   | Дата           | Місце пров.                | Перегони                        | Рівень      | Місце | Тов. по команді |
| - | ------- | -------------- | -------------------------- | ------------------------------- | ----------- | ----- | --------------- |
| 1 | 2016–17 | 5 лютого 2017  | Пхьончхан (Південна Корея) | 6 × 1,5 км командний спринт В   | Кубок світу | 2-ге  | Gros            |
| 2 | 2019–20 | 12 січня 2020  | Дрезден (Німеччина)        | 12 × 0,65 км командний спринт В | Кубок світу | 1-ше  | Jay             |
| 3 | 2020–21 | 20 грудня 2020 | Дрезден (Італія)           | 12 × 0,65 км командний спринт В | Кубок світу | 2-ге  | Жув             |

1. 1 2 3 4 5  Особова сторінка Люка Шанава на сайті FIS (англ.). Архів оригіналу за 1 січня 2022. Процитовано 1 січня 2022.